# منتخب فنلندا لكرة الماء للرجال
منتخب فنلندا لكرة الماء للرجال (بالفنلندية: Suomen vesipallomaajoukkue)‏ هو ممثل فنلندا الرسمي في المنافسات الدولية في كرة الماء
.